# دوم در نامش
«دوم در نامش» (به انگلیسی: Second of His Name) سومین قسمت از فصل اول سریال تلویزیونی درام فانتزی خاندان اژدها از اچ‌بی‌او است که نخستین بار در ۴ سپتامبر ۲۰۲۲ پخش شد. این قسمت توسط خالق سریال رایان کندال و نویسنده گیب فونسکا نوشته شده‌است و گرگ یاتانیس کارگردانی آن را بر عهده داشته‌است.
این اپیزود سه بازیگر جدید را معرفی کرد، جفرسون هال در نقش دوقلوها لرد جیسون و سِر تایلند لنیستر، متیو نیدهم در نقش لریس «کلاب‌فوت» استرانگ و رایان کر در نقش سِر هاروین «بریک‌بونز» استرانگ.

## داستان

### در استپ‌استونز
دو سال بعد، جنگ دیمون تارگرین و کورلیس ولاریون در استپ‌استونز علیه نیروهای تری‌آرچی به فرماندهی کراگاس درهار ملقب به «کرب‌فیدر» بد پیش می‌رود، زیرا نیروهای درهار به تاکتیک‌های چریکی متوسل شده‌اند که شبانه به ناوگان ولاریون حمله می‌کنند و هر زمان که دیمون با استفاده از اژدهای خود کاراکسیس به آن‌ها حمله می‌کند، به غارهای عمیق عقب‌نشینی می‌کنند. در حالی که ذخایر در حال تمام‌شدن است و سربازان در آستانهٔ فرار هستند، یک پیام‌رسان با خبرهایی در مورد نیروهای کمکی که توسط پادشاه ویسریس فرستاده شده‌است، می‌رسد.
دیمون که از پذیرش کمک برادرش امتناع دارد، با نقض عهد جنگ تسلیم می‌شود تا ارتش کرب‌فیدر را به فضای باز بکشاند، در این نقطه، پیاده‌نظام ولاریون به رهبری کورلیس و برادر کوچکترش ویموند (ویل جانسون) یک ضدحمله را آغاز می‌کنند. در همان زمان، لینور (تئو نیت)، پسر کورلیس، با استفاده از اژدهای خود، سی‌اسموک، راه‌های فرار تری‌آرچی را ساقط می‌کند. دیمون درهار را به داخل غارها تعقیب می‌کند و او را می‌کشد، در حالی که نیروهای ولاریون ادعای پیروزی می‌کنند.

### در کینگز لندینگ
رینیرا با آلیسنت، که دومین فرزند پادشاه ویسریس را باردار است، و قبلاً یک پسر به نام ایگان به دنیا آورده بود، بیگانه می‌ماند. رینیرا در یک سفر شکار برای جشن‌گرفتن دومین روز نام‌گذاری ایگان متوجه می‌شود که پدرش ویسریس قصد دارد او را با یکی از اربابان نجیب‌زاده ازدواج دهد؛ رینیرا معتقد است که ویسریس قصد دارد او را به نفع برادر ناتنی‌اش خلع کند و با عصبانیت از اردوگاه بیرون می‌آید و فقط کینگزگارد سِر کریستون کول او را همراهی می‌کند.
ویسریس، پیشنهاد ازدواج لرد جیسون لنیستر با رینیرا، و همچنین پیشنهاد سِر اتو های‌تاور برای نامزدی دخترش رینیرا با فرزندش ایگان را رد می‌کند، اما به توصیهٔ ارباب قانون خود لرد لیونل استرانگ برای ازدواج با رینیرا با لینور ولاریون به عنوان وسیله‌ای برای بهبود شکاف بین خاندان تارگرین و ولاریون گوش می‌دهد.
رینیرا و کریستون در حالی که شبانه در طبیعت کمپ می‌زنند، مورد حمله یک گراز قرار می‌گیرند که به سمت کریستون می‌دود و تقریباً پیش از کشته‌شدن توسط آن دو، رینیرا را گاز می‌گیرد. در راه بازگشت، رینیرا با گوزن سفیدی روبرو می‌شود که ویسریس قصد شکار ناموفق او را داشت، اما رینیرا گوزن را رها می‌کند.
رینیرا که اکنون با قتل گراز پیروزمندانه برمی گردد، توسط پدرش اطمینان می‌یابد که قصد ندارد او را به عنوان وارث جایگزین کند، اگرچه از او می‌خواهد که شوهری بانفوذ پیدا کند تا حمایت بیشتری را برای ادعای خود به تاج‌وتخت آهنین به دست آورد. اتو به‌طور خصوصی به آلیسنت اصرار می‌کند که اشراف این قلمرو بدون توجه به دیدگاه ویسریس در مورد رینیرا، انتظار دارند ایگان پادشاه باشد.

## بازخورد

### رتبه‌بندی
بر پایهٔ داده‌های شرکت نیلسن و اچ‌بی‌او، این اپیزود در سه روز نخست پس از نمایش، توسط بیش از ۱۶ میلیون بیننده در ایالات متحده آمریکا در تمام پلتفرم‌ها تماشا شد. تعداد بینندگان اچ‌بی‌او مکس در روز دوشنبه ۲۷ درصد نسبت به قسمت قبلی افزایش یافت.

### پاسخ انتقادی
در وبسایت بازبینی‌خوانی راتن تومیتوز، ۸۳٪ از ۸۸ بررسی منتقدین مثبت است و این قسمت میانگینِ امتیاز ۷٫۳/۱۰ را در اختیار دارد. الک بوجلاد از دن آف گیک به این قسمت ۴ از ۵ ستاره داد و گفت: «از بسیاری جهات، «دوم در نامش» قانع‌کننده‌ترین شواهدی را ارائه می‌دهد که نشان می‌دهد سریال می‌داند چه کار می‌کند[و این] تقریباً صرفاً خلقت اصلی نویسندگان نمایش است.» او همچنین نویسندگی، طراحی تولید و طراحی لباس‌های آن و همچنین صحنهٔ بین رینیرا و سِر کریستون کول را ستود. نیک هیلتون از ایندیپندنت نیز به آن ۴ از ۵ ستاره داد.
هلن اوهارا از آی‌جی‌ان به این اپیزود امتیاز ۷ از ۱۰ داد و گفت: «این اپیزود یک فیلم آرام است که شخصیت‌های جدید را معرفی می‌کند و پیش از پایان عظیم و آتشین آن به پراکندگی شایعات می‌پردازد [...] در حالی که همه چیز کمی آشنا به نظر می‌رسد، این اپیزود همچنان می‌تواند توجه ما را حفظ کند – و یواشکی ما را وارد یک اکشن اژدهایی خوب می‌کند». مولی ادواردز از گیمزریدار+ به این قسمت ۴ از ۵ ستاره داد و آن را «یکی دیگر از ورودی‌های قابل اتکای فصل اول خاندان اژدها» دانست که «جای را با به‌هم‌ریختن قطعات در جای خود برای نبردهای حماسی بیشتر آماده می‌کند» و بیشتر از عملکرد اسمیت و کری تمجید کرد. کیمبرلی روتس از تی‌وی‌لاین نیز عملکرد کری را تحسین کرد.
مایکل دیکن از دیلی تلگراف در یک بررسی متفاوت به آن ۳ از ۵ ستاره داد. او از نمایش به خاطر روند «آهسته‌سوزی» بودنش انتقاد کرد و از کشته شدن کرب‌فیدر به این زودی ابراز ناامیدی کرد، اگرچه صحنه نبرد در استپ‌استونز را تحسین کرد و آن را «دیدنی» نامید. هیلاری کلی از والچر نیز به آن امتیاز ۳ از ۵ داد و از برخی بخش‌های آن انتقاد کرد، با این حال آغاز اپیزود و صحنهٔ نبرد و همچنین عملکرد اسمیت را تحسین کرد. جنا شرر از ای. وی. کلاب این اپیزود را با «C+» ارزیابی کرد و گفت: «این اپیزود حول محور ناامیدکننده‌ترین شکار گوزن در جهان می‌چرخد، ماجرایی تجملاتی و بیهوده در لبهٔ کینگزوود به مناسبت جشن تولد ایگان»؛ با اینحال او از عملکرد آلکاک و شیمیِ بین رینیرا و سِر کریستون کول، و همچنین از صحنهٔ نبرد تمجید کرد.